# Valdiram
Valdiram Caetano de Morais, ou apenas Valdiram (Canhotinho, 30 de outubro de 1982 — São Paulo, 20 de abril de 2019) foi um futebolista brasileiro que atuou como atacante.
Em 2006, com a camisa do Vasco da Gama, sagrou-se artilheiro da Copa do Brasil, com 7 gols.

## Biografia

### Início da carreira e chegada ao Vasco
Nascido em Canhotinho, interior de Pernambuco, Valdiram deu seus primeiros passos no CRB, de Alagoas, onde foi promovido em 2000. Passou por Mirassol e Anápolis, antes de voltar ao CRB, em 2003. Ainda em 2003, foi vendido ao Belenenses de Portugal, jogando por lá durante uma temporada. Quando retornou ao Brasil, em 2005, jogou pelo Cianorte e Esportivo. Suas atuações no Gaúcho chamaram a atenção do Vasco da Gama, que o contratou, em fevereiro de 2006. Quando chegou ao Vasco, Valdiram jogou ao lado de seu ídolo Romário, este que saiu no mês seguinte. Valdiram foi destaque na Copa do Brasil, marcando 7 gols na competição. Porém, o que estava sendo um auge na carreira, declinou no mesmo ano: Ele começou a faltar treinos e cometer atos de indisciplina. Em 1º de fevereiro de 2007, Valdiram teve seu contrato suspenso em decorrência de seus comportamentos indisciplinares, sendo, em seguida, dispensado.

### Decadência
Sem condições de jogar no clube cruzmaltino devido a sua indisciplina, em 12 de fevereiro de 2007 assinou por empréstimo de 3 meses com o Itumbiara. Após ser dispensado por seguidas indisciplinas, foi emprestado ao Ituano, para a disputa da Série B do Brasileiro. No clube de Itu, seguiu cometendo indisciplina e também foi dispensado, em julho de 2007.
Entre os anos de 2008 e 2011, Valdiram jogava em 3 clubes por ano. Em 2011, quando estava no Duque de Caxias, Valdiram entrou num centro de reabilitação para se tratar do vício de drogas, álcool e sexo. Esse sítio que Valdiram vinha se tratando, não era permitido ver TV, usar celular e internet.

### Bonsucesso
Em 2013, após passagem sem estrear no Bangu, Valdiram assinou, em abril, com o Bonsucesso, para a disputa da Série B do Carioca. Após 3 meses, Valdiram teve seu contrato encerrado.

### Comercial de Viçosa
Em 2014, teve sua chance de recomeçar no Comercial de Viçosa. Porém, foi pro fundo do poço. Em 17 de janeiro de 2014, Valdiram foi dispensado, após ficar 3 dias sumido da concentração, sendo encontrado após furto de iPhone, no qual vendeu por R$ 50, para comprar drogas.

### Atlântico-BA
Em 2017, Valdiram retornou ao futebol, pelo Atlântico-BA, porém sua passagem foi apagada. Após jogar apenas 1 vez, Valdiram cometeu mais uma indisciplina com o técnico, insatisfeito com a barração, e, em 11 de fevereiro, foi dispensado.

### Vida nas ruas e morte
Em 2018, Valdiram foi encontrado vivendo em uma marquise de um restaurante falido em Bonsucesso (Rio de Janeiro), na companhia de outros moradores de rua.
No dia 20 de abril de 2019, Valdiram foi encontrado morto nas ruas de São Paulo, aos 36 anos, vítima de assassinato causado por moradores de rua.  Ele foi espancado até a morte por ter abusado sexualmente de uma criança de 3 anos. 